# Wei Wei (Schriftsteller)
Wèi Wēi (魏巍) (* 16. Januar 1920 in Zhengzhou; † 24. August 2008 in Peking) war ein berühmter chinesischer Essayist und Romanschriftsteller. Sein berühmtestes Werk ist der von 1959 bis 1978 geschriebene Roman 《東方》 / 《东方》 (Dōngfāng, Osten), für den er 1982 den Mao-Dun-Literaturpreis erhielt.
| Personendaten    | Personendaten                                 |
| ---------------- | --------------------------------------------- |
| NAME             | Wei Wei                                       |
| ALTERNATIVNAMEN  | Wèi Wēi                                       |
| KURZBESCHREIBUNG | chinesischer Essayist und Romanschriftsteller |
| GEBURTSDATUM     | 16. Januar 1920                               |
| GEBURTSORT       | Zhengzhou                                     |
| STERBEDATUM      | 24. August 2008                               |
| STERBEORT        | Peking                                        |